# Pseudo-Tertullian
Pseudo-Tertullian ist der wissenschaftliche Name und damit nur eine nominelle Hilfskonstruktion für den unbekannten antiken Autor des Libellus adversus omnes haereses, eines Anhangs zum Werk De praescriptione haereticorum von Tertullian. In dem Anhang wurden 32 Häresien aufgelistet. In der Forschung besteht Einigkeit darüber, dass diese Arbeit nicht von Tertullian selbst stammt.
Eine traditionelle Annahme besagt, dass das Werk eine lateinische Übersetzung eines griechischen Originals sei, eines verlorenen Werks mit dem Titel Syntagma, das von Hippolyt von Rom circa 220 n. Chr. erstellt wurde. Eine neuere Hypothese, die mit einer Theorie von Richard Adelbert Lipsius übereinstimmt, legt nahe, dass dieses Werk Syntagma auch die gemeinsame Quelle für Philastrius und das Panarion von Epiphanios von Salamis war.
Otto Bardenhewer (1932) sah den Autor in die Reihe weiterer frühchristlicher Schreiber eingereiht, die Ketzerkataloge oder Schriften gegen verschiedene Häresien erstellten. Mit seinem Libellus adversus omnes haereses habe er sich insbesondere eng an Hippolyt angeschlossen.
Die Catholic Encyclopedia beschreibt es als „Knüttelvers-Hexameter“ (versus inculti) und erwähnt zwei Erklärungen, zum einen habe das Gedicht ein Komödiant geschrieben und zum anderen sei Adversus omnes haereses von Victorinus von Poetovio geschrieben.
Mit Kerdon und dessen Haltung zur Jungfrauengeburt setzte sich Pseudo-Tertullian kontrovers auseinander. Er schrieb, dass Kerdon lehrte, Jesus Christus sei nicht von einer Jungfrau geboren worden, ja er sei überhaupt nicht in substantia carnis erschienen. Auch gegen Kerdons Schüler Marcion führte er die Behauptung an, das jener als Sohn des Bischofs von Sinope in Pontus (Paphlagonien) wegen der Verführung einer Jungfrau von seinem Vater aus der dortigen Gemeinde ausgeschlossen wurde. Der Name Pseudo-Tertullian bezieht sich auch auf den Autor eines Gedichts gegen Marcion.
Pseudo-Tertuillian führte an, dass zwischen den Vorstellungen der Gnostiker Kerinth und Karpokrates starke Übereinstimmungen gab.